# 莫羅鎮區 (密蘇里州科爾縣)
莫羅鎮區（英語：Moreau Township）是位於美國密蘇里州科爾縣的一個行政鎮區。

## 地方資料
莫羅鎮區的面積為167.93平方千米，當中陸地面積為167.84平方千米，而水域面積為0.09平方千米。根據2020年美國人口普查的數據，當地共有人口2825人，而人口密度為每平方千米16.82人。